# Feaella leleupi
Espèce
Feaella leleupi est une espèce de pseudoscorpions de la famille des Feaellidae.

## Distribution
Cette espèce est endémique du Congo-Kinshasa. Elle se rencontre au Sud-Kivu.

## Étymologie
Cette espèce est nommée en l'honneur de Narcisse Leleup.

## Publication originale
- Beier, 1959 : Pseudoscorpione aus dem Belgischen Congo gesammelt von Herrn N. Leleup. Annales du Musée du Congo Belge, Sciences Zoologiques, vol. 72, no 8, p. 5-69.